# موراي تشاندلر
موراي تشاندلر Murray Chandler (ولد في 4 أبريل 1960 في ولينغتون) لاعب شطرنج نيوزيلاندي ثم إنجليزي يحمل لقب أستاذ كبير.
- لعب باسم نيوزيلاند ثم إنجلترا بعد حصوله على الجنسية الإنجليزية في عقد الثمانينات من القرن العشرين.
- يشتهر بكتاباته في الشطرنج وتنظيمه للعديد من الدورات.
- فاز ببطولة نيوزيلاندا للشطرنج عام 1975.
- لعب باسم نيوزيلاند في أولمبيادات الشطرنج أعوام 1976،1978، 1980.
- لعب باسم إنجلترا في أولمبيادات الشطرنج أعوام 1982، 1984، 1986، 1990، 1992.
- نال لقب أستاذ كبير عام 1983.

## وصلات خارجية
- موراي تشاندلر على موقع الاتحاد الدولي للشطرنج (الإنجليزية)
- موراي تشاندلر على موقع مباريات الشطرنج (الإنجليزية)
- موراي تشاندلر على موقع 365Chess.com (الإنجليزية)
- موراي تشاندلر على موقع Chesstempo.com (الإنجليزية)
- موراي تشاندلر سجل أولمبياد الشطرنج على موقع OlimpBase.org (الإنجليزية)